# Näshåla

Översikt över näshålan och de övre luftvägarna.

Näshålan (latin: cavum nasi, cavitas nasi) är den del av luftvägarna som befinner sig bakom näsan i mitten av ansiktet och är förbundet till yttervärlden genom näsborrarna. Näshålan är uppdelad i två halvor som separeras från varandra av en vägg med ben och brosk, nässkiljeväggen (septum nasi). I den bakre delen av näshålan är denna förbunden till de övriga luftvägarna mot nässvalget genom choanerna. Ytan i näshålan täcks huvudsakligen av en slemhinna, nässlemhinnan. Undantaget är den yttre delen av näsborrarna som täcks av hud.
Nässlemhinnan är fuktig och försedd med blodkärl med stort blodflöde, vilket gör att inandningsluften fuktas och värms upp. Slemmet fångar också upp mikroorganismer och partiklar som lyckats ta sig förbi näshåren. Att luften fuktas, värms upp och rensas är viktigt för att skydda lungorna mot infektioner, nedkylning och uttorkning.

## Funktion och struktur

Enkel skiss över näshålan där bland annat två av de tre näsmusslorna är utritade.

Näshålan indelas funktionellt i tre områden: Vestibulen, det respiratoriska området och det olfaktoriska området.

### Vestibul
Den yttersta delen av näshålan består av vestibulen (vestibulum nasi) vilken täcks av hud (flerskiktat skivepitel) som är en fortsättning av huden på ansiktet. Vestibulen innehåller ett varierat antal näshår som fungerar genom att fånga större partiklar innan de förs med luftströmmen till den övriga näshålan. I detta område finns även talgkörtlar som med dess utsöndring av fett också bidrar till att fånga partiklar.

### Respiratoriskt område
Huvuddelen av volymen i näshålan återfinns i det respiratoriska området, där passerande luft värms, fuktas och filtreras av slemhinnan innan den förs vidare genom respirationssystemet till lungorna. Ytan i det respiratoriska området täcks av nässlemhinnan som består av flerradigt cylinderepitel med flimmerhår (cilier). Den inre (mediala) väggen av de båda näshålorna har en jämn yta, medan den yttre (laterala) väggen har ett veckat utseende med tre näsmusslor (conchae), som är benplattor beklädda med en slemhinna. Dessa består av hålrum kopplade till vener, vilket bidrar till uppvärmningen av inandningsluften.
Epitelet i det respiratoriska området består av fem olika typer av celler:
- Cilierade celler – Höga cylindriska celler täckta med flimmerhår (cilier) som sträcker sig in i det slem som täcker ytan av epitelcellerna.
- Bägarceller – Celler som syntetiserar och utsöndrar slem.
- Borstceller – Ospecifikt namn för celler i respirationssystemet som har korta och trubbiga mikrovilli.
- Små granulära celler (Kulchitskyceller) – Celler som påminner om basalceller men innehåller sekretoriska granula.
- Basalceller – Stamceller från vilka de andra celltyperna utvecklas.

### Olfaktoriskt område
Det olfaktoriska området är lokaliserat till den översta delen av de båda halvorna av näshålan och innehåller luktorganet.
Epitelet i det olfaktoriska området består av följande celltyper:
- Olfaktoriska receptorceller – Bipolära nervceller som spänner över epitelet till det centrala nervsystemet.
- Stödjeceller – Cylindriska celler med en liknande stödjande funktion som gliaceller har i hjärnan. Syntetiserar och utsöndrar doftbindande proteiner.
- Basalceller – Stamceller från vilka de olfaktoriska cellerna och stödjecellerna utvecklas.
- Borstceller – Samma typ av celler som i det respiratoriska området.